# Клітра
Клітра (лат. Clytra Laicharting, 1781) — рід жуків з родини листоїдів, з підродини клітрин.

## Опис
Середні листоїди, зазвичай більші за 7 мм довжини. Задні кути передньоспинки не підняті над плечовою поверхнею надкрил. Тазики передніх ніг розділені відростком передньогрудей. Передні ноги самця не довші за такі самиці. Тло надкрил жовте чи жовто-червоне, обов'язково з чорною плямою на плечі, також іноді наявні інші чорні плями.

## Таксономія
До роду входять не менше 50 видів, поширених у Старому світі, з них 16 видів у Палеарктиці. У Європі виявлено 8 видів. Рід поділяють на 3 підроди:
- Clytra Laicharting, 1781
- Clytraria Semenov, 1903
- Ovoclytra Medvedev, 1961

Деякі види роду:
- Clytra aliena Weise, 1897
- Clytra annamita Lefevre, 1889
- Clytra appendicina
- Clytra arida Weise, 1889
- Clytra atraphaxidis (Pallas, 1773)
- Clytra binominata Monrós, 1953
- Clytra bodemeyeri Weise, 1900
- Clytra cingulata Weise, 1898
- Clytra duodecimmaculata (Fabricius, 1775
- Clytra espanoli Daccordi & Petitpierre, 1977
- Clytra laeviuscula Ratzeburg, 1837
- Clytra nigrocincta Lacordaire, 1848
- Clytra novempunctata G.A. Olivier, 1808
- Clytra ovata (Lacordaire, 1848)
- Clytra quadripunctata (Linnaeus, 1758) типовий[3]
- Clytra rotundata L. Medvedev, 1961
- Clytra valeriana Ménétries, 1832